# Юнармия
Юна́рмия — российское детско-юношеское общественное движение, позиционирующее себя как военно-патриотическое и являющееся одним из главных механизмов для милитаризации, мобилизации и военной подготовки молодёжи в России. Юнармия была создана в январе и зарегистрирована в июле 2016 года с целью «расширения и упорядочения военно-патриотических клубов».
Соучредителями движения являются: ДОСААФ России, Ветеранская общественная организация Вооружённых сил России, ЦСКА, а также Валентина Терешкова и Валерий Востротин.
С 25 декабря 2024 начальник Главного штаба «ЮНАРМИЯ» — Головин Владислав Николаевич. Штаб расположен в Доме офицеров Московского военного округа.
После вторжения России на Украину за «распространение российской пропаганды войны» движение включено в санкционный список всех стран Евросоюза и ряда других государств.

## Цели движения
1. Участие в реализации государственной молодёжной политики Российской Федерации;
2. Всестороннее развитие и совершенствование личности детей и подростков, удовлетворение их индивидуальных потребностей в интеллектуальном, нравственном и физическом совершенствовании;
3. Повышение в обществе авторитета и престижа военной службы;
4. Сохранение и приумножение патриотических традиций;
5. Формирование у молодёжи готовности и практической способности к военной службе.

В качестве механизма достижения целей заявлены:
- воспитание у молодёжи высокой гражданско-социальной активности, патриотизма, приверженности идеям интернационализма, противодействия идеологии экстремизма;
- изучение истории страны и военно-исторического наследия России, развитие краеведения, расширение знаний об истории и выдающихся людях «малой» родины;
- развитие в молодёжной среде ответственности, принципов коллективизма, системы нравственных установок личности на основе «присущей российскому обществу системы ценностей»;
- формирование положительной мотивации у молодых людей к прохождению военной службы и подготовке юношей к службе в Вооружённых силах Российской Федерации;
- укрепление физической закалки и физической выносливости; активное приобщение молодёжи к военно-техническим знаниям и техническому творчеству[7];
- развитие материально-технической базы движения.

Участниками движения могут быть дети, достигшие 8 лет, и общественные объединения, выразившие поддержку целям движения и (или) его конкретным акциям, признающие устав движения и выполняющие программные документы, акты руководящих органов движения, участвующие в деятельности движения. Предполагается, что члены движения в свободное от учёбы время будут заниматься волонтёрской деятельностью, принимать участие в культурных и спортивных мероприятиях, получать дополнительное образование, навыки оказания первой помощи. Региональные штабы открыты во всех 85 субъектах Российской Федерации, а также в некоторых других странах.

## История

### Предыстория
В истории СССР выделяется милитаристская составляющая, придававшая значительное внимание военно-патриотическому образованию. В 1990-е годы Россия столкнулась с нелёгкими вызовами, испытывая, среди прочего, трудности в военной сфере. Данный период характеризовался упадком вооружённых сил. Однако власти обратили свой взгляд на милитаризм как на одно из средств преодоления сложной ситуации — декреты президента Бориса Ельцина стали способствовать развитию патриотической составляющей образования. Действия были дополнены созданием специальной комиссии в Государственной думе, направленной на поддержку подобных инициатив.
Движение юнармейцев, впоследствии сформировавшее «ЮНАРМИЮ», зародилось в 1990 году на основе детско-юношеской общественной организации «Движения юных патриотов» (ДЮП), которая была образована путём слияния военно-спортивных игр «Зарница», «Орлёнок», «Гайдаровец», постов у Вечного огня Славы, военно-патриотических клубов и других. Девиз организации звучал так: «Во славу Отечества!». При этом само слово «юнармеец» (производное от «юный армеец») появилось ещё в СССР. Юнармейцами называли участников игр «Зарница» и «Орлёнок», а также подростков, изучающих в общественных организациях специальности, связанные с военным делом.

### Создание
Процесс развития военно-патриотической направленности получил продолжение в период руководства Владимира Путина. Эта детская организация строилась с целью укрепления и формирования поддержки для режима. «Юнармия» объединила отдельные военно-патриотические молодёжные организации в России. Основная цель движения включала, в том числе, его действие в каждом образовательном учреждении России к 2020 году.
По инициативе министра обороны РФ Сергея Шойгу в январе 2016 года была создана ВПОД «Юнармия». 28 мая 2016 года был утверждён устав, 29 июля движение получило государственную регистрацию, и с этого момента организация получила свой флаг, эмблему и зарегистрирована как юридическое лицо. 1 сентября 2016 года организация официально начала свою работу.
Движение создано в целях совершенствования государственной политики в области воспитания подрастающего поколения. Движение призвано объединить все организации, органы, занимающиеся допризывной подготовкой граждан. Предполагалось, что структура движения будет привязана к местам дислокации воинских частей, военно-учебных заведений, инфраструктуре Добровольного общества содействия армии, авиации и флоту (ДОСААФ) и Центрального спортивного клуба армии. От Минобороны России движение курирует статс-секретарь — заместитель министра обороны России Николай Панков. С 2018 года данную работу возглавил заместитель министра обороны Российской Федерации — начальник Главного военно-политического управления генерал-полковник Андрей Картаполов.
Для проведения мероприятий под эгидой движения используется инфраструктура Министерства обороны Российской Федерации, ЦСКА и ДОСААФ. Масштабные мероприятия проходят в военно-патриотическом парке культуры и отдыха Вооружённых сил Российской Федерации «Патриот», где открыт сектор «ЮНАРМИЯ». Там же на 1-м слёте движения в июне 2016 года министр обороны России генерал армии Сергей Шойгу вручил «ЮНАРМИИ» знамя. Организация зарегистрировала газету «ЮНАРМИЯ» и журнал «Юнармеец».
«Юнармия» выделяется своими яркими красными знаменами, характерной униформой и частыми публичными выступлениями. Отличительным знаком юнармейца является ярко-красный берет. Официальный гимн движения — песня «Служить России» (авторы Эдуард Ханок и Илья Резник, написана в 2000 году, объявлена Шойгу гимном «Юнармии» в 2016).
По состоянию на 2022 год «Юнармия» представляет собой ключевой фактор милитаризации молодёжи в России, объединяя различные военно-патриотические клубы под своим знаменем и значительно укрепляя позиции ВС РФ в структуре образования. Организация действует под совместным руководством Министерств культуры, просвещения и обороны, внедрившись как в школьную среду, так и в военные структуры.

## Численность движения
22 мая 2016 года в Ярославском центре военно-патриотического воспитания ДОСААФ имени Валентины Терешковой в рамках пилотного проекта в ряды военно-патриотического движения «ЮНАРМИЯ» вступили первые 104 школьника. На конец октября 2016 года количество участников военно-патриотического движения «ЮНАРМИЯ» составляло более 26 000 человек в возрасте от 11 до 18 лет. Членство в организации является добровольным и открытым. Вступить в ряды военно-патриотического движения «ЮНАРМИЯ» может любой школьник, общественная организация, клуб или поисковый отряд.
На апрель 2017 года численность движения составила 70 000 членов, штабы открыты во всех 85 субъектах Российской Федерации. На июнь 2017 года движение насчитывало более 117 тысяч человек, в сентябре 2017 года — более 160 тысяч членов. В мае 2018 года, согласно заявлению начальника Военно-воздушной академии генерал-полковника Геннадия Зиброва, численность участников движения превысила 230 тысяч человек. Такой бурный рост произошёл из-за того, что все школы получили приказ о создании военно-патриотических отрядов.
Отделения «ЮНАРМИИ» открыты также в Армении, Таджикистане и Абхазии.

## Практическая деятельность
Подготовка, которую предоставляют ДОСААФ и «Юнармия», обычно ограничивается базовыми навыками. Юнармейцев обучают стрелять, оказывать медицинскую помощь, ориентироваться по карте. В свободное время юнармейцы будут нести вахту памяти у Вечного огня, заниматься волонтёрской деятельностью, вести работу по сохранению мемориалов и принимать участие в других мероприятиях. Кроме того, участников движения планируется привлекать к ликвидации чрезвычайных ситуаций, поисковым работам в местах боёв Великой Отечественной войны и помощи ветеранам.
В каждом образовательном учреждении и общественной организации, где будут сформированы юнармейские отряды, планируется открытие Комнаты юнармейца, предназначенные для учёбы.
Организация проводит специализированные курсы, охватывающие области от технических наук до военной журналистики. «Юнармия» разработала собственную систему оценки навыков и мотивации через конкурсный отбор, которая повышает эффективность подготовки кадров, которые впоследствии могут поступить в военные учебные заведения. Обучение таким ценностям, как дисциплина, боевой дух и групповая лояльность, также важно для ВС РФ.
В качестве учителей предполагается привлекать преподавателей, военнослужащих, офицеров запаса. Военное и спортивное направления должны быть основополагающими в программе обучения участников движения. Также в базовый курс войдут история России и основы православной культуры, дополнительные программы останутся на усмотрение региональных властей.
Летом 2017 года в Военно-патриотическом парке культуры и отдыха Вооружённых Сил Российской Федерации «Патриот» впервые начал работать летний лагерь «ЮНАРМИИ». 10 сентября 2018 года на базе 154-го отдельного комендантского Преображенского полка открыт Дом «ЮНАРМИИ».

## Руководство
Соучредителями движения «ЮНАРМИЯ» являются ДОСААФ России, Ветеранская общественная организация Вооруженных сил России, ЦСКА в лице первого заместителя начальника клуба Светланы Хоркиной, а также Валентина Терешкова, Валерий Востротин.
Руководители региональных отделений выбираются на слётах участников «ЮНАРМИИ». Руководителем столичного отделения движения в октябре 2016 года избран экс-командующий ВДВ Владимир Шаманов. Региональный штаб Московской области возглавляет олимпийский чемпион Александр Легков. В Главный штаб детско-юношеского военно-патриотического общественного движения «ЮНАРМИЯ» входят известные спортсмены, космонавты и актёры, лидеры общественного мнения субъектов Российской Федерации такие как: космонавт Сергей Крикалёв, комментатор Дмитрий Губерниев, актёр Михаил Галустян и др.
В октябре 2017 года руководителем аппарата Главного штаба «ЮНАРМИЯ» назначена двукратная чемпионка мира по прыжкам Елена Слесаренко.
С 2018 года наставником общественного движения «ЮНАРМИЯ» является Никита Михалков.

### Начальник Главного штаба
- Головин Владислав Николаевич с 24 декабря 2024
- Нагорный Никита Владимирович (19 декабря 2020 – 20 ноября 2024)
- Романенко Роман Юрьевич (21 июля 2018 — 19 декабря 2020)
- Труненков Дмитрий Вячеславович (2 июня 2016 — 21 июля 2018)

Члены Главного штаба
- Побилат Денис Петрович — Красноярский край
- Рогалёва Екатерина Ивановна — Вологодская область
- Любецкий Михаил Петрович — Приморский край
- Рожков Николай Викторович — Хабаровский край
- Попова Анастасия Андреевна — Тюменская область
- Погудин Александр Валерьевич — Калужская область

## Оценки
Создание «ЮНАРМИИ» встретило неоднозначную реакцию в части российского общества. Российские и зарубежные активисты, эксперты и критики движения указывали на растущую милитаризацию страны и вовлечение детей в политику, проводя параллели с Гитлерюгендом — молодёжной организацией НСДАП в нацистской Германии. Детская организация «Юнармия», по мнению исследователей, была создана с целью укрепления и формирования опоры российской власти. Структуры организации создали во многих регионах РФ, а также в оккупированном Крыму. Россия, считают обозреватели, создала детскую организацию со внешними признаками демократического общества, фактически являвшуюся государственной военизированной структурой для воспитания детей и молодежи.
Хотя некоторые критики могли бы рассматривать «Юнармию» как возможность увеличения членства среди молодежи без согласия их родителей, сторонники организации аргументируют, что она является идеальной средой и образовательным учреждением для детей, находящихся в сложных жизненных обстоятельствах.

## Скандалы
В 2018 году стало известно, что тульский штаб «ЮНАРМИИ» возглавит чиновник Алексей Кучава, ранее судимый за мошенничество.
В июле 2019 года был уволен глава магаданского отделения «ЮНАРМИИ» Павел Подпорин, так как он был обвинён в домогательствах к школьнице. В октябре за растление школьницы был задержан глава одного из отделений подмосковного штаба Алексей Наавгуст.
В 2021 году на детский лагерь в Новосибирской области напало четверо юнармейцев. Они начали стрелять холостыми патронами.

## Санкции
22 июля 2022 года, на фоне вторжения России на Украину, движение было включено в санкционный список 27 стран Евросоюза так как, по мнению организации, «ее члены поддерживали захватническую войну России против Украины и распространяли российскую пропаганду войны». Кроме того, «Юнармия» организовала «летние лагеря для детей на территории незаконно аннексированного Крымского полуострова». Евросоюз считает, что «Юнармия» несёт ответственность за поддержку или реализацию действий или политики, которые подрывают или угрожают территориальной целостности, суверенитету и независимости Украины или стабильности или безопасности в Украине.
19 октября 2022 года «Юнармия» внесена в санкционные списки Украины, СНБО отмечает что «Юнармия» «использовала военный символ Z, который использовался российской пропагандой для продвижения российского вторжения в Украину», кроме того организация собирала подарки для военных которые принимали участие в нападении на Украину.
12 апреля 2023 года «Юнармия» включена в санкционный список США так как движение «поддерживает усилия России по подрыву суверенитета и территориальной целостности Украины путем милитаризации и идеологической обработки школьников».
Как организация причастная к депортации украинских детей в Россию, созданию и распространению дезинформации и пропаганды, «Юнармия» включена в санкционные списки Канады, Швейцарии, Австралии,  Японии и Великобритании.

## Ведомственные награды
В январе 2018 года был введён нагрудный знак «Юнармейской доблести», для которого имеется три степени и ленты на планках к ним.
Знаком награждают за выдающиеся достижения в интеллектуальных, творческих конкурсах и спортивных соревнованиях, особые успехи и высокую активность в рамках юнармейского движения.